# Cadia
Cadia là một chi thực vật có hoa thuộc họ Fabaceae.